# West-Eastern Divan Orchestra

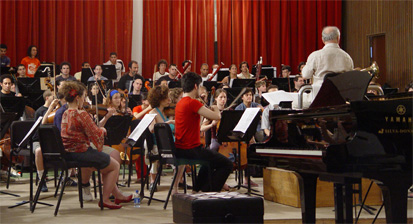
Proben mit Daniel Barenboim in Sevilla (2005)

Das West-Eastern Divan Orchestra (WEDO, deutsch Orchester des West-östlichen Divans) ist ein 1999 gegründetes Symphonieorchester, das zu gleichen Teilen aus israelischen und arabischen Musikern besteht. Das Ensemble wurde von Daniel Barenboim, Edward Said und Bernd Kauffmann gegründet und setzt sich für friedliche Lösungen im Nahostkonflikt ein. Es gastiert weltweit.

## Idee

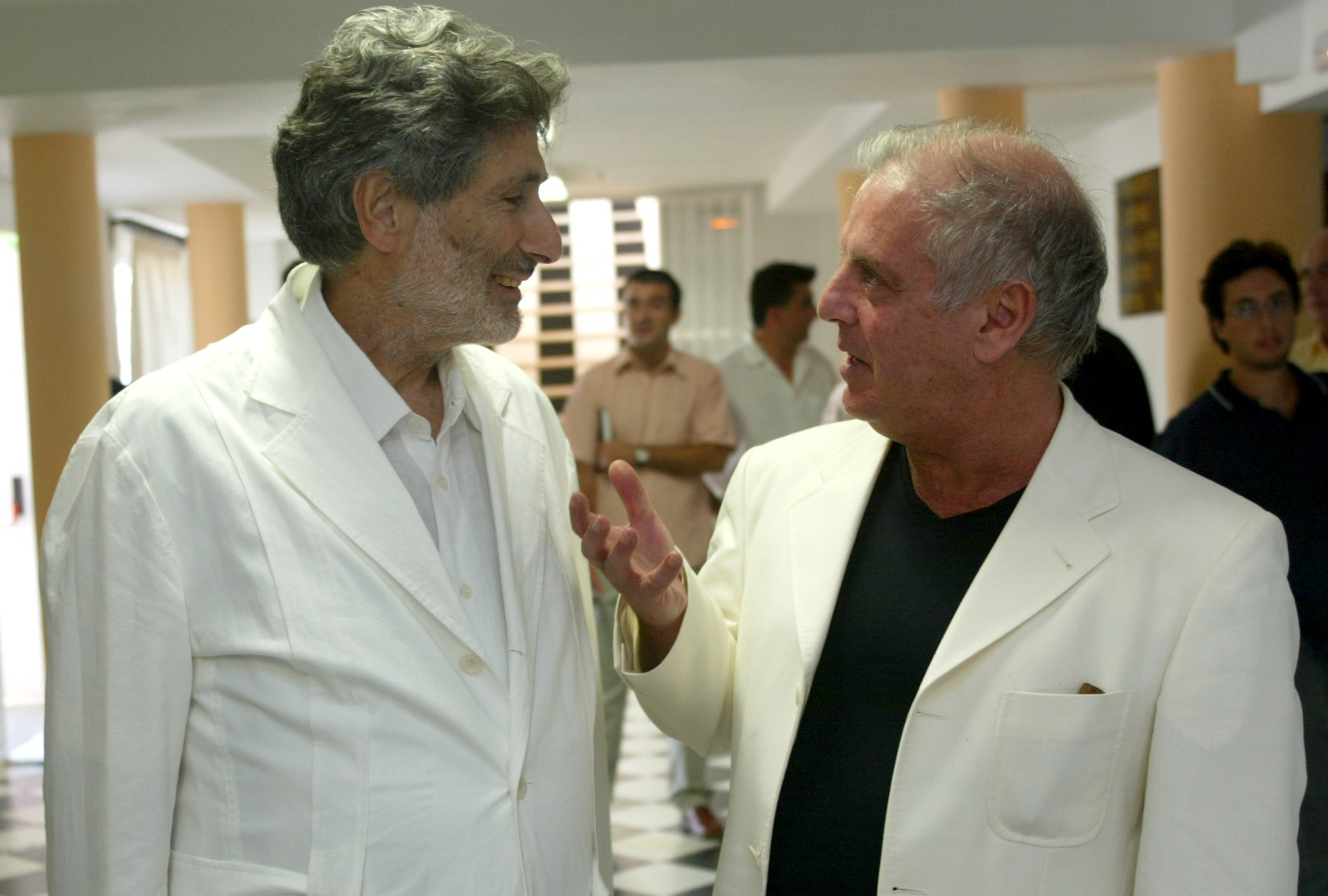
Edward Said und Daniel Barenboim 2002 in Sevilla

Die Gründer – Said verstarb 2003 – teilten die Vision von einem friedlichen Zusammenleben der Völker im Nahen Osten. Der Name ist von dem West-östlichen Divan abgeleitet, einer Gedichtsammlung, zu der Johann Wolfgang von Goethe von dem persischen Dichter Hafis und dessen Dīwān (Gedichtsammlung) inspiriert wurde.
Das Ensemble wurde 1999 in Weimar im Rahmen der Europäischen Kulturhauptstadt von dem argentinisch-israelischen Dirigenten Daniel Barenboim, dem in Palästina geborenen amerikanischen Literaturwissenschaftler Edward Said sowie dem damaligen Generalbeauftragten der Europäischen Kulturhauptstadt, Bernd Kauffmann, gegründet und setzt sich aus jungen Musikern im Alter von 14 bis 25 Jahren zusammen, die aus Ägypten, Syrien, Iran, dem Libanon, Jordanien, Tunesien, Israel, Palästina und Andalusien kommen und sich einmal im Jahr für eine Arbeits- und anschließende Aufführungsperiode treffen. Nach zwei Arbeits- und Aufführungsphasen in Weimar in den Jahren 1999 und 2000 ist der heutige Sitz des Orchesters in Sevilla. 2007 wurde das Orchester mit dem Praemium Imperiale Grant for Young Artists ausgezeichnet. Der Mitbegründer Daniel Barenboim ist als einziger Mensch auf der Welt gleichzeitig israelischer und palästinensischer Staatsbürger.
Im Westjordanland hat das Konservatorium Edward Said Standorte in Ostjerusalem, Bethlehem, Ramallah, Dschenin und Nablus. Die Musikinstrumente, Schulräume und Lehrerstellen finanziert wesentlich die Genfer Stiftung Fondation les Instruments de la Paix des Schriftstellers und Mäzens Metin Arditi.

## Musikalische und Friedensarbeit
Im August 1999 fand das erste Arbeitstreffen der Musiker in Weimar statt. Im Jahr 2000 trafen sich die Musiker wiederum dort, 2001 in Chicago und seit 2002 in Sevilla in der spanischen autonomen Region Andalusien. In al-Andalus, den muslimisch beherrschten Teilen der Iberischen Halbinsel, herrschte zwischen 711 und 1492 weitgehende Religionsfreiheit. In dessen Provinz Granada lebten jahrhundertelang Juden, Muslime und Christen friedlich und sich gegenseitig bereichernd zusammen. Die Sommertourneen führen das Orchester regelmäßig über mehrere Kontinente. Eines der Hauptziele Barenboims ist es, das Orchester in sämtlichen Herkunftsländern der Musiker spielen zu lassen.

„Der einzige politische Aspekt der Arbeit des West-Eastern Divan Orchestras ist die Überzeugung, dass es keine militärische Lösung des Nahost-Konflikts geben kann und dass die Schicksale von Israelis und Palästinensern untrennbar miteinander verbunden sind. Musik allein kann selbstverständlich nicht den arabisch-israelischen Konflikt lösen. Jedoch gibt sie dem Einzelnen das Recht und die Verpflichtung, sich vollständig auszudrücken und dabei dem Nachbarn Gehör zu schenken.“

2003 musizierte das Orchester mit einem Konzert in Rabat (Marokko) erstmals in einem arabischen Land. Im August 2005 fand ein vielbeachtetes Konzert in Ramallah statt, das in vielen Ländern live im Fernsehen übertragen wurde. 2014 gastierte das Ensemble in Doha (Katar), 2014 in Abu Dhabi. Auftritte in Israel oder Ägypten waren bisher nicht möglich.
Im Rahmen einer Konzertreihe in Südkorea fand am 15. August 2011 an der Grenze zum kommunistischen Nordkorea ein Friedenskonzert statt. Dabei führten Barenboim und das West-Eastern Divan Orchestra Beethovens 9. Sinfonie auf.
Seit Anfang der 2010er Jahre vergibt das Orchester Auftragswerke an Komponisten des Nahen Ostens: 2013 wurden beim Lucerne Festival das Stück Que la lumière soit des jordanischen Komponisten Saed Haddad und At the Fringe of Our Gaze der israelischen Komponistin Chaya Czernowin uraufgeführt. 2014 folgten neue Orchesterwerke des Israeli Adal Adler und des Syrers Kareem Roustom, uraufgeführt im Teatro Colón von Buenos Aires, danach vorgestellt auch in Luzern, Salzburg und London.

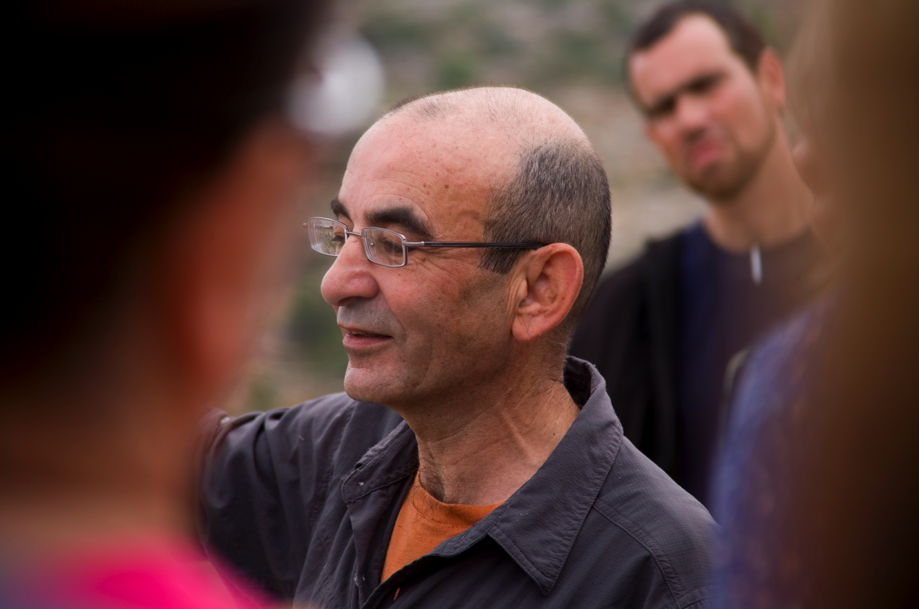
Raja Shehadeh

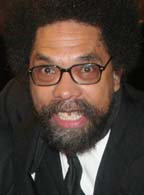
Cornel West

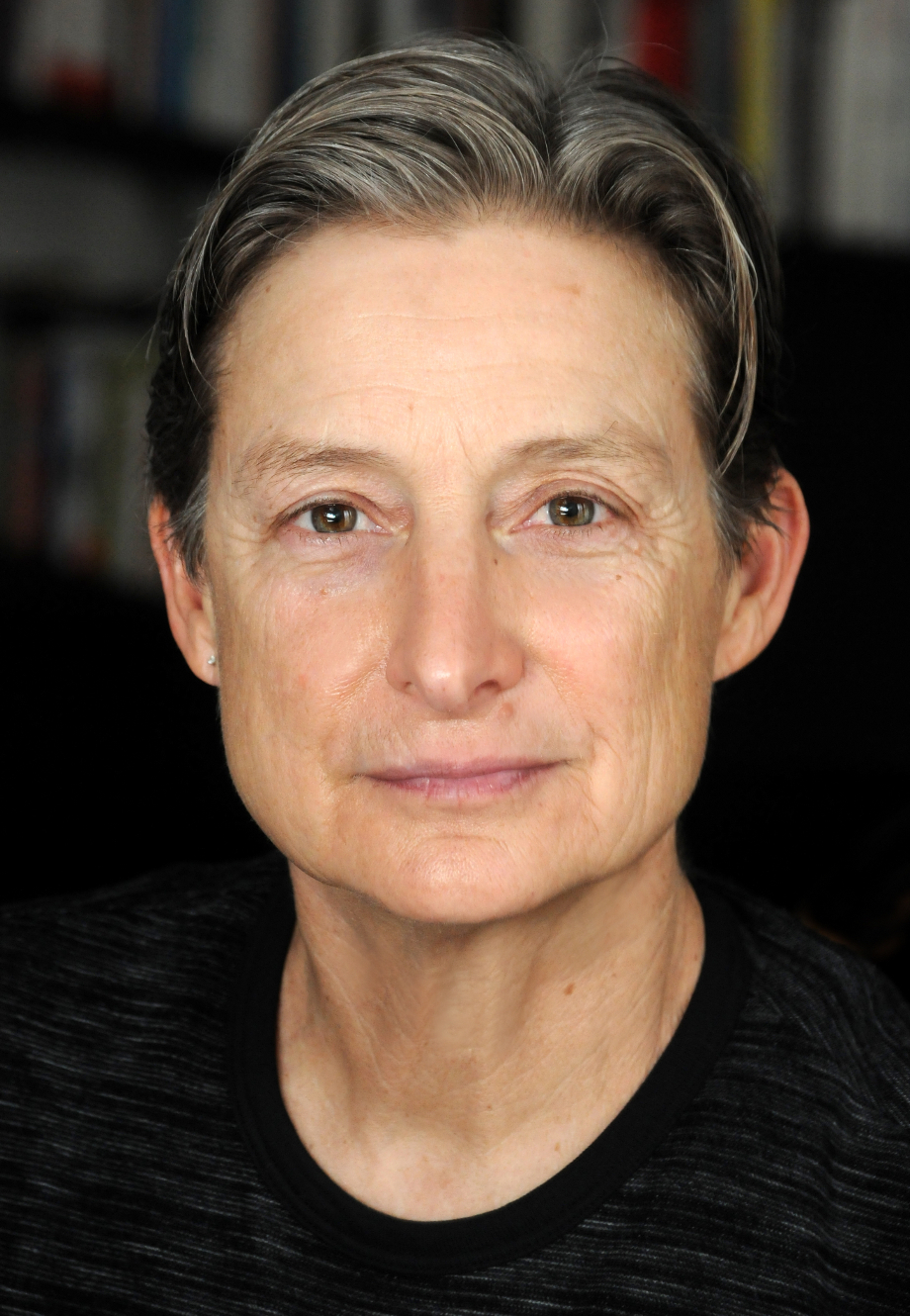
Judith Butler

Anlässlich des 10. Todestages des Gründers Edward Said veranstaltete das Orchester – gemeinsam mit dem Center for Palestine Studies an der Columbia University in New York City – einen Diskurs zwischen Judith Butler und Cornel West sowie Vorträge des palästinensischen Schriftstellers Raja Shehadeh in New York und London.

## Repertoire und Auftritte
Das neue Orchester fand rasch weltweite Unterstützung und Zustimmung. Nach drei Konzerten in Weimar und zweien in Chicago (in den Jahren 1999 bis 2001) etablierte sich das Ensemble ab 2002 rasch und nachhaltig im spanischen Musikleben. Das Ensemble spielte fünf Konzerte auf der Plaza Mayor in Madrid (zwischen 2006 und 2011) und hatte Auftritte in Algeciras, Cádiz, Córdoba, Granada, Huelva, Jaén, Málaga, Ronda, San Sebastián, Saragossa und Sevilla. 2004 gastierte das WEDO erstmals im Barbican Centre in London, 2005 erstmals bei den Proms in der Royal Albert Hall und wird regelmäßig wieder eingeladen. 2006 debütierte das Ensemble in der Carnegie Hall in New York, 2013 spielte es dort in vier Konzerten alle neun Beethoven-Symphonien. In der Neunten sangen Piotr Beczała, Diana Damrau, Kate Lindsey, René Pape und der Westminster Symphonic Choir, einstudiert von Joe Miller.
Eine enge Zusammenarbeit besteht seit 2007 mit dem Lucerne Festival und mit den Salzburger Festspielen sowie seit 2008 mit der Berliner Waldbühne, die 22.000 Zuhörern Platz bietet. Besonders eng ist der Bezug des Ensembles zu Salzburg, wo es nahezu alljährlich in mehreren Konzerten zu hören ist. 2007 gab Barenboim mit seinen Musikern – unter dem Titel Schule des Hörens – zusätzlich Meisterkurse, 2009 spielten sie konzertant zweimal Beethovens Fidelio im Großen Festspielhaus und 2013 einmal bei den Pfingstfestspielen Brahms’ Deutsches Requiem. Mit Mozarts Figaro-Ouvertüre, den neuen Werken von Adler und Roustom sowie vier Ravel-Stücken ernteten Orchester und Dirigent im August 2014 Standing Ovations und begeisterte Kritiken.
Eine erste Südamerika-Tournee führte das Orchester 2010 für insgesamt zehn Konzerte in die Dominikanische Republik, nach Venezuela, Ecuador, Kolumbien und Argentinien, wo es unter anderem im berühmten Teatro Colón von Buenos Aires auftrat. 2014 kehrte der in Buenos Aires gebürtige Barenboim mit seinem Ensemble in seine Heimatstadt zurück und gab dort eine Reihe von acht Konzerten. Im Eröffnungskonzert spielte Martha Argerich Beethovens 1. Klavierkonzert, nach der Pause gab man in rascher Folge vier Werke von Maurice Ravel, zuerst die Rapsodie espagnole, zuletzt den Boléro. Vier Konzerte mit luxuriöser Sängerbesetzung waren Auszügen aus Wagners Tristan und Isolde gewidmet, es sangen Ekaterina Gubanova (Brangäne), Waltraud Meier (Isolde), René Pape (König Marke) und Peter Seiffert (Tristan). 2015 fand das legendäre Konzert in Buenos Aires mit Martha Argerich (Klavier) statt. Programm: - Ludwig van Beethoven: Klavierkonzert Nr. 2 in B-Dur – Peter Tschaikowsky: 4. Sinfonie in f-Moll – Jean Sibelius: Valse triste.
Außerdem trat das WEDO in klassischen Konzerthäusern auf wie dem Wiener Musikverein, der Salle Pleyel in Paris, dem Palais des Beaux-Arts de Bruxelles und dem Moskauer Tschaikowski-Konservatorium, aber auch in bedeutenden Opernhäusern wie der Mailänder Scala, dem Pariser Théâtre du Châtelet und der Berliner Staatsoper Unter den Linden.
Anlässlich des 250. Geburtstags Ludwig van Beethovens spielten Daniel Barenboim und sein WEDO am 17. Dezember 2020 ein Jubiläumskonzert in der Bonner Oper. Das Konzert fand wegen der Covid-19-Pandemie ohne Publikum statt, wurde jedoch live in Hörfunk und Fernsehen sowie online in alle Welt übertragen. Auf dem Programm standen Beethovens 3. Klavierkonzert in c-Moll op. 37 sowie die Sinfonie Nr. 5 in c-Moll op. 67.

## Ehrungen
- 2007 Praemium Imperiale Grant for Young Artists
- 2010 Internationaler Preis des Westfälischen Friedens, Jugendpreis
- 2020 Rheingau Musik Preis gemeinsam mit Daniel Barenboim

## Filme
- Paul Smaczny: Knowledge is the Beginning (dt. … wir können nur den Hass verringern), Dokumentarfilm 2006 (ausgezeichnet u. a. mit dem International Emmy Award 2006 for „Best Arts Programming“)